# Transtrandsfjällen

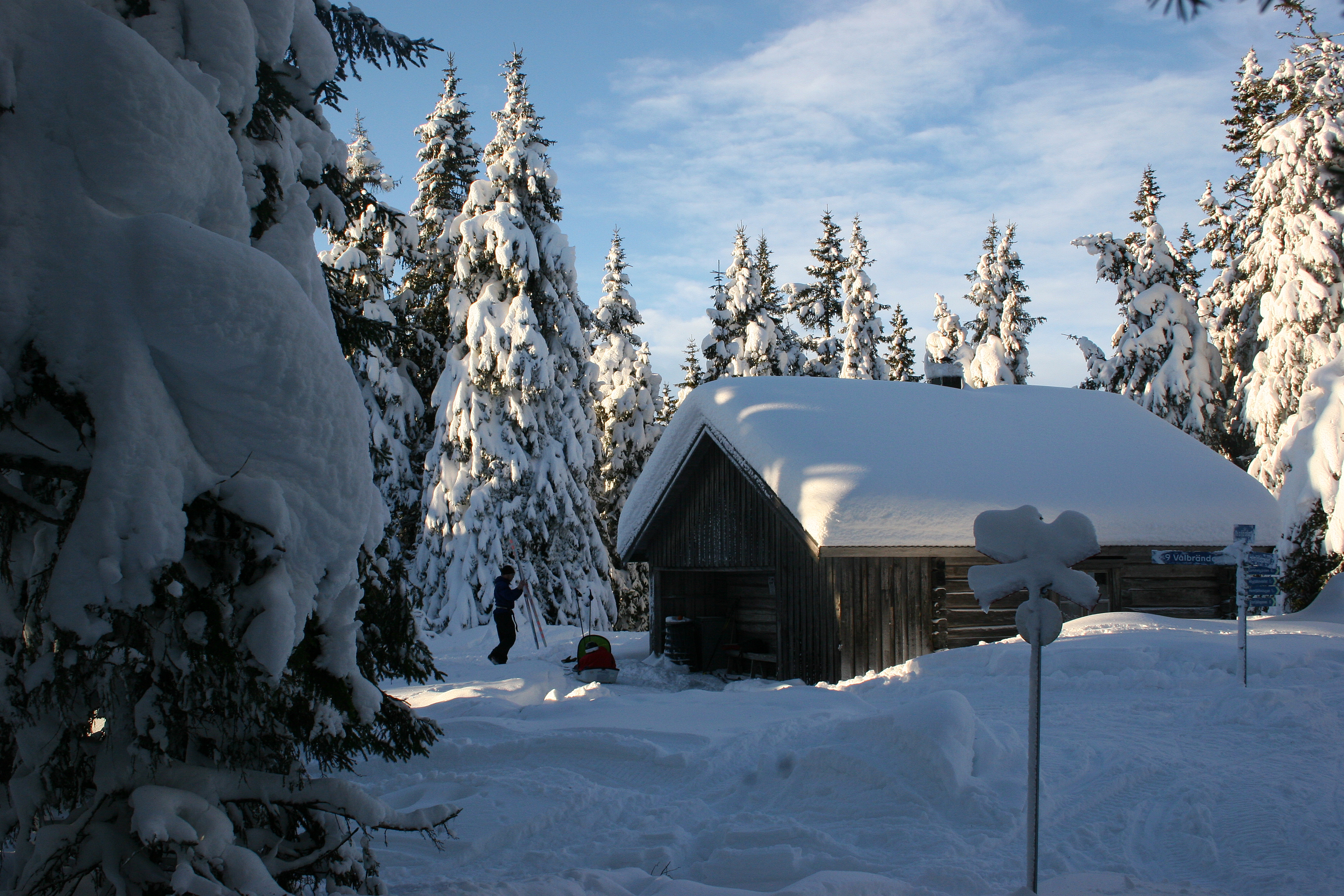
Mellanfjällstugan, en obemannad raststuga i Transtrandsfjällen, med proviant och förbandsmaterial att användas vid nödsituation

Transtrandsfjällen eller Sälenfjällen är Sveriges sydligaste fjällområde och ligger strax väster om Transtrand och Sälen i Malung-Sälens kommun i västra Dalarna. 
Fjälltopparna når kring 900 meter över havet. Området är känt och mycket välbesökt tack vare av sina många skidanläggningar och sin relativa närhet till södra Sverige. Några fjällnamn är Västra Kalven, Östra Kalven, Hundfjället och Granfjället.
2007 konstaterade Leif Kullman, professor vid Umeå universitet, att trädgränsen i Sälenfjällen nått över de tidigare fjälltopparna, och att det inte längre finns några fjäll där i "botanisk mening".